# Grougis
Grougis és un municipi francès situat al departament de l'Aisne i a la regió dels Alts de França. L'any 2007 tenia 362 habitants.

## Demografia

### Població
El 2007 la població de fet de Grougis era de 362 persones. Hi havia 134 famílies de les quals 24 eren unipersonals (12 homes vivint sols i 12 dones vivint soles), 43 parelles sense fills, 63 parelles amb fills i 4 famílies monoparentals amb fills.
La població ha evolucionat segons el següent gràfic:
Habitants censats

### Habitatges
El 2007 hi havia 165 habitatges, 132 eren l'habitatge principal de la família, 22 eren segones residències i 12 estaven desocupats. Tots els 163 habitatges eren cases. Dels 132 habitatges principals, 110 estaven ocupats pels seus propietaris, 19 estaven llogats i ocupats pels llogaters i 3 estaven cedits a títol gratuït; 5 tenien dues cambres, 29 en tenien tres, 24 en tenien quatre i 74 en tenien cinc o més. 84 habitatges disposaven pel capbaix d'una plaça de pàrquing. A 57 habitatges hi havia un automòbil i a 58 n'hi havia dos o més.

### Piràmide de població
La piràmide de població per edats i sexe el 2009 era:
| Homes | Edats   | Dones |
| ----- | ------- | ----- |
| 0     | 95 o +  | 0     |
| 0     | 90 a 94 | 4     |
| 4     | 85 a 89 | 0     |
| 0     | 80 a 84 | 4     |
| 8     | 75 a 79 | 0     |
| 0     | 70 a 74 | 4     |
| 4     | 65 a 69 | 0     |
| 16    | 60 a 64 | 24    |
| 0     | 55 a 59 | 8     |
| 12    | 50 a 54 | 8     |
| 24    | 45 a 49 | 4     |
| 24    | 40 a 44 | 28    |
| 16    | 35 a 39 | 8     |
| 4     | 30 a 34 | 8     |
| 4     | 25 a 29 | 8     |
| 9     | 20 a 24 | 0     |
| 24    | 15 a 19 | 8     |
| 20    | 10 a 14 | 12    |
| 20    | 5 a 9   | 16    |
| 0     | 0 a 4   | 0     |

## Economia
El 2007 la població en edat de treballar era de 237 persones, 153 eren actives i 84 eren inactives. De les 153 persones actives 137 estaven ocupades (82 homes i 55 dones) i 17 estaven aturades (10 homes i 7 dones). De les 84 persones inactives 15 estaven jubilades, 25 estaven estudiant i 44 estaven classificades com a «altres inactius».

### Ingressos
El 2009 a Grougis hi havia 143 unitats fiscals que integraven 416,5 persones, la mediana anual d'ingressos fiscals per persona era de 15.010 €.

### Activitats econòmiques
Dels 7 establiments que hi havia el 2007, 1 era d'una empresa de construcció, 2 d'empreses de transport, 2 d'entitats de l'administració pública i 2 d'empreses classificades com a «altres activitats de serveis».
Dels 2 establiments de servei als particulars que hi havia el 2009, 1 era una lampisteria i 1 saló de bellesa.
L'any 2000 a Grougis hi havia 13 explotacions agrícoles que ocupaven un total de 990 hectàrees.

## Equipaments sanitaris i escolars
El 2009 hi havia una escola elemental integrada dins d'un grup escolar amb les comunes properes formant una escola dispersa.

## Poblacions més properes
El següent diagrama mostra les poblacions més properes.